# Crooked Teeth
Crooked Teeth  es el octavo álbum de estudio de la banda estadounidense Papa Roach. Fue lanzado el 19 de mayo de 2017 a través de Eleven Seven Music. El primer sencillo del álbum "Crooked Teeth" fue lanzado el 1 de noviembre de 2016. El segundo sencillo "Help" fue lanzado el 17 de febrero y llegó a lo alto de las listas de Billboard de abril de 2017. El 31 de marzo de 2017 fue lanzado "Periscope" como tercer sencillo.

## Lista de canciones
| Crooked Teeth |                                                |          |  |
| N.º           | Título                                         | Duración |  |
| 1.            | «Break the Fall»                               | 03:10    |  |
| 2.            | «Crooked Teeth»                                | 03:03    |  |
| 3.            | «My Medication»                                | 03:15    |  |
| 4.            | «Born for Greatness»                           | 03:47    |  |
| 5.            | «American Dreams»                              | 03:23    |  |
| 6.            | «Periscope» (con Skylar Grey)                  | 03:36    |  |
| 7.            | «Help»                                         | 03:34    |  |
| 8.            | «Sunrise Trailer Park» (con Machine Gun Kelly) | 03:47    |  |
| 9.            | «Traumatic»                                    | 02:48    |  |
| 10.           | «None of the Above»                            | 03:30    |  |
| 33:37         |                                                |          |  |

| Crooked Teeth Deluxe Edition |                    |          |  |
| N.º                          | Título             | Duración |  |
| 11.                          | «Ricochet»         | 03:12    |  |
| 12.                          | «Nothing»          | 03:47    |  |
| 13.                          | «Bleeding Through» | 03:23    |  |
| 43:59                        |                    |          |  |

## Personal
Papa Roach
- Jacoby Shaddix – Voz
- Jerry Horton – guitarra, coros
- Tobin Esperance – bajo, coros, programación
- Tony Palermo – batería, percusión

Personal adicional
- Skylar Grey – voces en "Periscope"
- Machine Gun Kelly – voces en "Sunrise Trailer Park"